# Корінний Олександр Олександрович
Корінний Олександр Олександрович  (нар. 14 серпня 1977,  Новоукраїнка, Кіровоградська область) –  український політик і спортивний діяч. Голова Всеукраїнської асоціації об’єднаних територіальних громад (від 2017 року), Новоукраїнський міський голова (від 2010 року), капітан Збірної команди мерів України,  делегат від України в Конгресі місцевих і регіональних влад Ради Європи (2021-2026 р.р.), лауреат премії Людина року – 2018 в номінації «Лідер об’єднаної територіальної громади року»  .